# إمارة صربيا
 إمارة صربيا (بالصربية: Кнежевина Србија) كانت دولة شبه مستقلة في منطقة البلقان التي جاءت إلى الوجود نتيجة للثورة الصربية التي استمرت بين 1804م و1817م. وقد تم التفاوض من خلال إنشاء أول اتفاق غير مكتوب بين ميلوش أوبرينوفيتش الأول، أمير صربيا، زعيم الانتفاضة الصربية الثانية والممثل العثماني مارشيل باشا. تبع ذلك سلسلة من الوثائق القانونية الصادرة عن الباب العالي العثماني في عام 1829م.

## التاريخ
على الرغم من القمع الوحشي من جانب السلطات العثمانية (التي كان واضحا وخصوصا بين الثورات)، أولا من ديوردي بيتروفيتش ثم ميلوش أوبرينوفيتش، قادة الثورة، ونجحت في تحقيق هدفها لتحرير صربيا بعد قرون من الحكم العثماني. اعترفت الدولة العثمانية في عام 1830م من قبل دولة على الميثاق المعروف باسم شريف Hatt - i ، وأصبح الأمير ميلوش أميرا ووريثاً للإمارة الصربية.
في البداية تضمنت الإمارة فقط أراضي Pashaluk السابق في بلغراد، ولكن في 1831م-1833م توسعت إلى الشرق والجنوب والغرب. في عام 1867م تم طرد الجيش العثماني من الإمارة، وتأمين استقلالها بحكم الأمر الواقع. تم وضع دستور جديد في عام 1869م كدولة مستقلة. وِِصربيا إلى الجنوب الشرقي في عام 1878م، عندما حصل على اعتراف دولي كامل في معاهدة برلين. حتى عام 1882م عندما تم رفعها إلى مستوى مملكة صربيا.